# Mezquita de Zeyrek

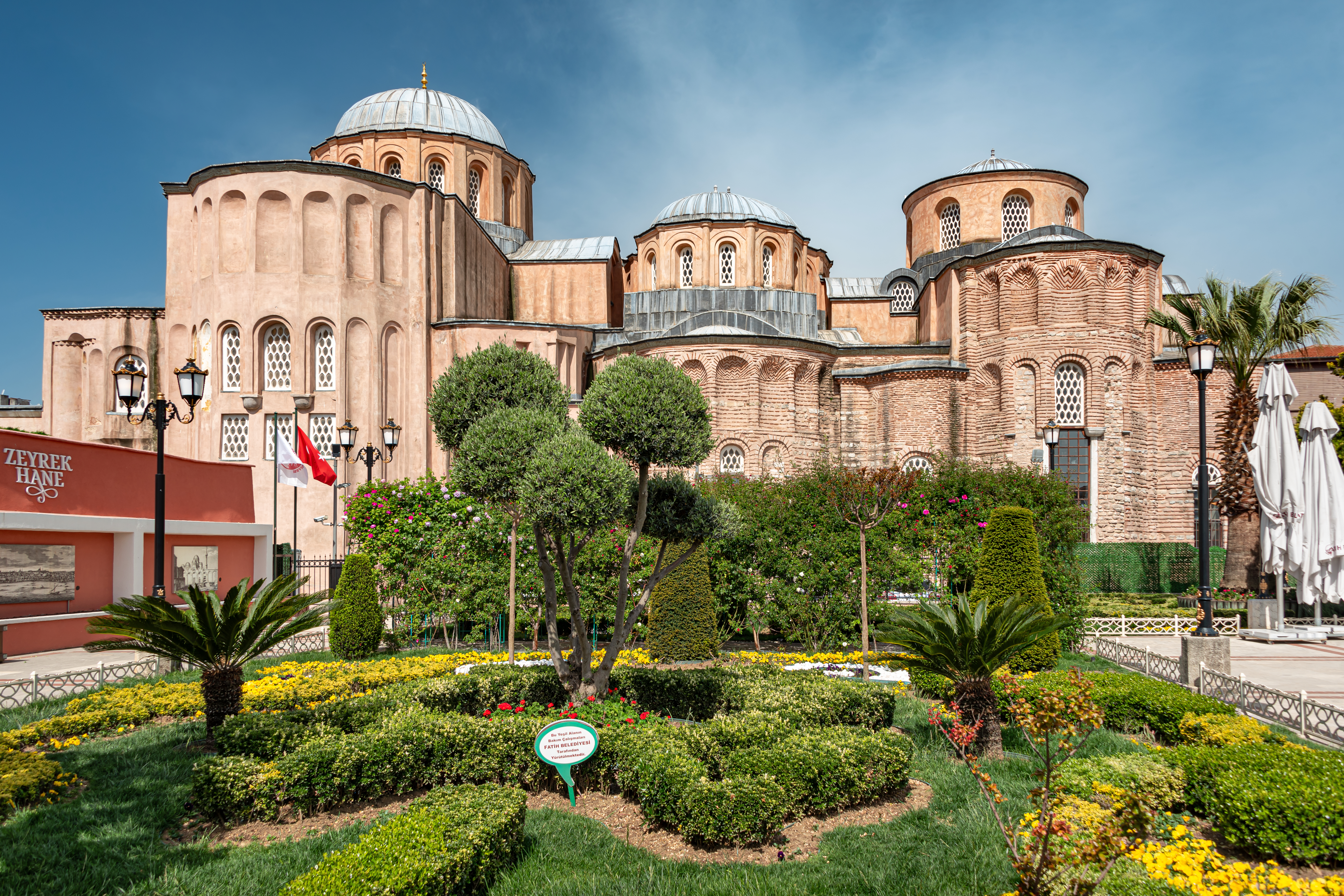
Mezquita de Zeyrek

La mezquita de Zeyrek (en turco: Molla Zeyrek Camii) es una mezquita situada en Estambul y construida a partir de dos antiguas iglesias ortodoxas y una capilla. Representa el más típico ejemplo de la arquitectura del período intermedio bizantino de Constantinopla y es, después de Santa Sofía, el edificio religioso más grande construido por los bizantinos que aún existe en la ciudad de Estambul. 
El complejo está situado en Fazilet Sokağı, en el distrito de Fatih —que es uno de los distritos más grandes de la ciudad—, en un barrio pobre y popular del que la mezquita obtiene su nombre —Zeyrek—, y a menos de un kilómetro al sureste de la mezquita Eski Imaret. El barrio es pintoresco, pero ha decaído y resulta peligroso por las noches.[cita requerida]

## Historia

### Período bizantino
Entre los años 1118 y 1124, la emperatriz bizantina Irene Comneno construyó en este sitio un monasterio dedicado a Cristo Pantocrátor. El monasterio consistía en una iglesia principal —que se convirtió en el Katholikón del monasterio—, también dedicada al Pantocratór, una biblioteca y un hospital.
Tras la muerte de su esposa en 1134, el emperador Juan II Comneno construyó otra iglesia al norte de la primera, dedicada a Theotokos Eleousa —«la misericordiosa»—. Esta iglesia estaba abierta al pueblo y era atendida por un clero laico. Finalmente, el terminus ante quem es 1136, se añadieron al complejo un patio sur y un exonártex, los dos santuarios estaban conectados por medio de una capilla dedicada a San Miguel Arcángel, que se convirtió en el mausoleo imperial —heroon— de las dinastías Comneno y Paleólogo. Además de muchos dignatarios bizantinos, fueron enterrado allí el emperador Juan II y su esposa Irene, la emperatriz Bertha de Sulzbach —también conocida como Irene y esposa de Manuel I Comneno— y el emperador Juan V Paleólogo.
Durante la dominación latina, tras la Cuarta Cruzada, el complejo fue la sede del clero veneciano y el icono de Theotokos Odighitria fue alojado allí. El monasterio también fue utilizado como palacio imperial por Balduino II de Constantinopla, el último emperador latino. Después de la restauración de los Paleólogo, el monasterio fue utilizado nuevamente por monjes ortodoxos. El más famoso de ellos fue Genadio II Scholarius, quien dejó el Pantocratór para convertirse en el primer patriarca de Constantinopla después de la conquista islámica de la ciudad.

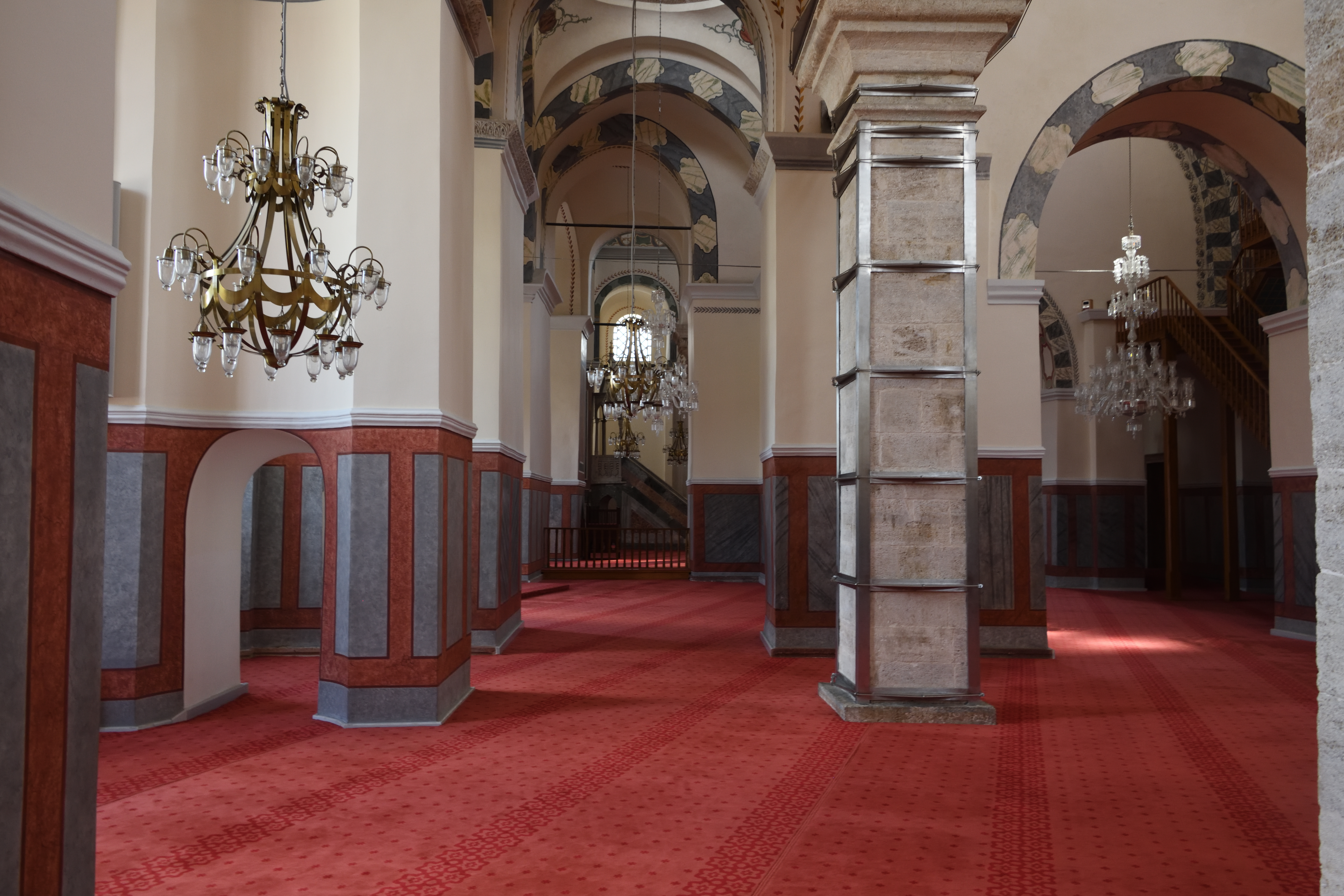
El interior de la mezquita, antiguamente la Iglesia de Pantocrátor. El piso bizantino en opus sectile se encuentra debajo de la alfombra.

### Período otomano y republicano
Poco después de la caída de Constantinopla el edificio fue convertido en mezquita y el monasterio funcionó por un tiempo como madraza. Los otomanos lo renombraron en honor de Molla Zeyrek, un erudito que enseñaba en el lugar. Debido a su importancia en la historia bizantina, Zeyrek fue uno de los pocos edificios de Estambul cuya denominación antigua nunca fue olvidada. Entre otros, la Iglesia de Pantocratór es recordada por Pierre Gilles en su obra clásica sobre Constantinopla escrita en el siglo XVI. Después de que se terminó la construcción de las madrazas en el complejo Fatih en 1471, los estudiantes abandonaron Zeyrek, las habitaciones del monasterio ocupadas por la madraza desaparecieron más tarde.
Hasta hace unos años el edificio estaba en un estado desolador y por ese motivo fue añadido a la lista de monumentos en peligro de extinción de la Unesco. Durante los últimos años se le practicó una exhaustiva restauración que todavía no ha finalizado. La mezquita de Zeyrek es —después de Santa Sofía— el segundo mayor edificio religioso construido por los bizantinos en Estambul que aún subsiste. Al este se encuentra el Konak otomano —Zeyrek Hane—, que también ha sido restaurado y ahora está abierto como restaurante y jardín de té.

## Descripción

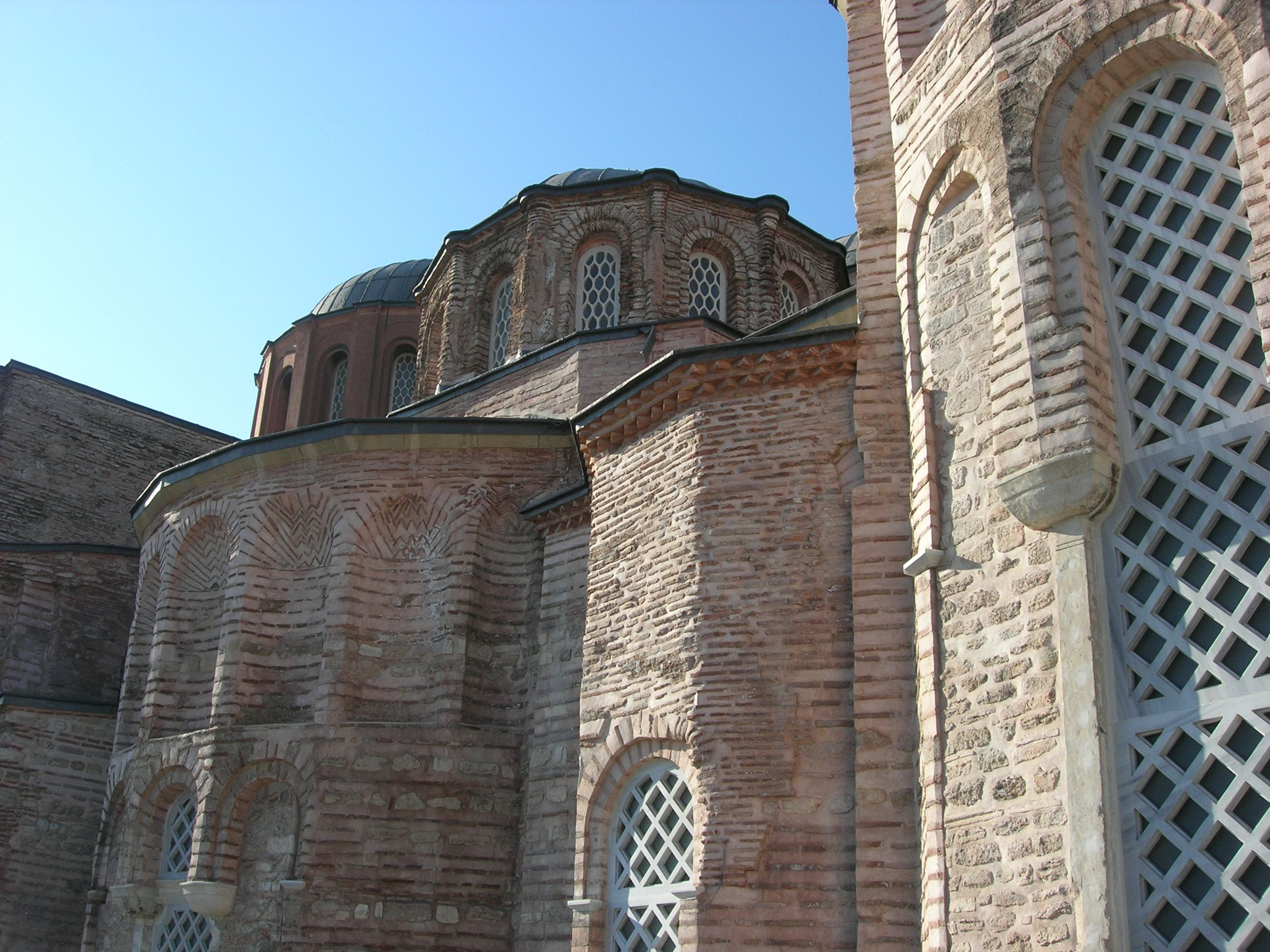
El apsis de la Capilla Imperial (al fondo), construido con la técnica del ladrillo hueco

Los trabajos de albañilería fueron parcialmente realizados adoptando la técnica del ladrillo hueco, típica de la arquitectura bizantina del período intermedio. En esta técnica, capas alternativas de ladrillos son montadas en la línea de la pared hundidas en una cama de mortero. Debido a esto, el espesor de las capas de mortero es aproximadamente tres veces mayor que el de las capas de ladrillos. 
Tanto la iglesia norte como la iglesia sur tienen una estructura cruciforme cubierta con una cúpula con ábsides poligonales que tienen siete lados y no cinco, como era típico en la arquitectura bizantina del siglo previo. Los ábsides también tienen ventanas ojivales triples flanqueadas por nichos. La iglesia sur, que es la más grande, tiene un esonártex que más tarde se extendió hasta la capilla imperial. Está coronada por dos cúpulas, una sobre el naos y la otra sobre el matroneum del nártex —una galería superior separada destinada para las mujeres—. 
La decoración de esta iglesia, que fue muy rica, desapareció casi completamente, excepto por algunos fragmentos de mármol en el presbiterio y, sobre todo, un hermoso piso en opus sectile con mármoles coloreados trabajados con una técnica de esmaltado llamada cloisonné, donde están representadas figuras humanas y animales. Además, algunos fragmentos de vidrio coloreado sugieren que las ventanas de esta iglesia alguna vez fueron vitrales con figuras de santos. Los mosaicos del interior, que representan a los apóstoles y la vida de Cristo, eran aún visibles, aunque desfigurados, en el siglo XVIII.
La capilla imperial está cubierta por bóvedas de cañón y está coronada también por dos cúpulas. La iglesia norte tiene sólo una cúpula y es notable por su friso esculpido con motivos de triángulos y dientes de perro a lo largo de la línea de alero. Muy cerca del sitio se encuentra la mezquita Şeyh Süleyman, un pequeño edificio bizantino perteneciente también al monasterio del Pantocratór. En conjunto, este complejo representa el ejemplo más típico de la arquitectura del período intermedio bizantino de Constantinopla.